# Anders Lee
Anders Lee (Edina, Minnesota, 3 de julio de 1990), apodado Leebs o L Beezy, es un jugador profesional estadounidense de hockey sobre hielo que se desempeña en la posición de extremo izquierdo en New York Islanders, equipo de la National Hockey League (NHL).

## Carrera
Fue seleccionado en la sexta ronda en la NHL Entry Draft de 2009. En 2012 hizo su debut profesional con el equipo New York Islanders, donde lleva jugando doce temporadas.